# New Mexico Airlines
New Mexico Airlines — торгова марка (бренд) регіональної авіакомпанії Сполучених Штатів Америки Pacific Wings, під якою виконуються регулярні пасажирські перевезення в штаті Нью-Мексико в рамках державної програми Essential Air Service субсидування авіаційного сполучення на регіональних і місцевих напрямках.

## Історія
У січні 2007 року авіакомпанія Pacific Wings отримала право на здійснення в рамках державної програми Essential Air Service рейсів з Альбукерке (Нью-Мексико) в міста Кловіс і Сілвер (Нью-Мексико), і між містами Хоббс і Карлсбад. Маршрути з Альбукерке в результаті проведеного конкурсу авіакомпанія забрала у регіонального перевізника Great Lakes Aviation, маршрут з Хоббса — у іншого північноамериканського регіонала Air Midwest. Керівництво Pacific Wings заявила, що на даних напрямках буде використовувати літаки Cessna Grand Caravan і при цьому буде прагнути до виведення обслуговування цих маршрутів на беззбиткове стан (і, відповідно, програми Essential Air Service) за аналогією з низкою своїх маршрутів на Гавайських островах.

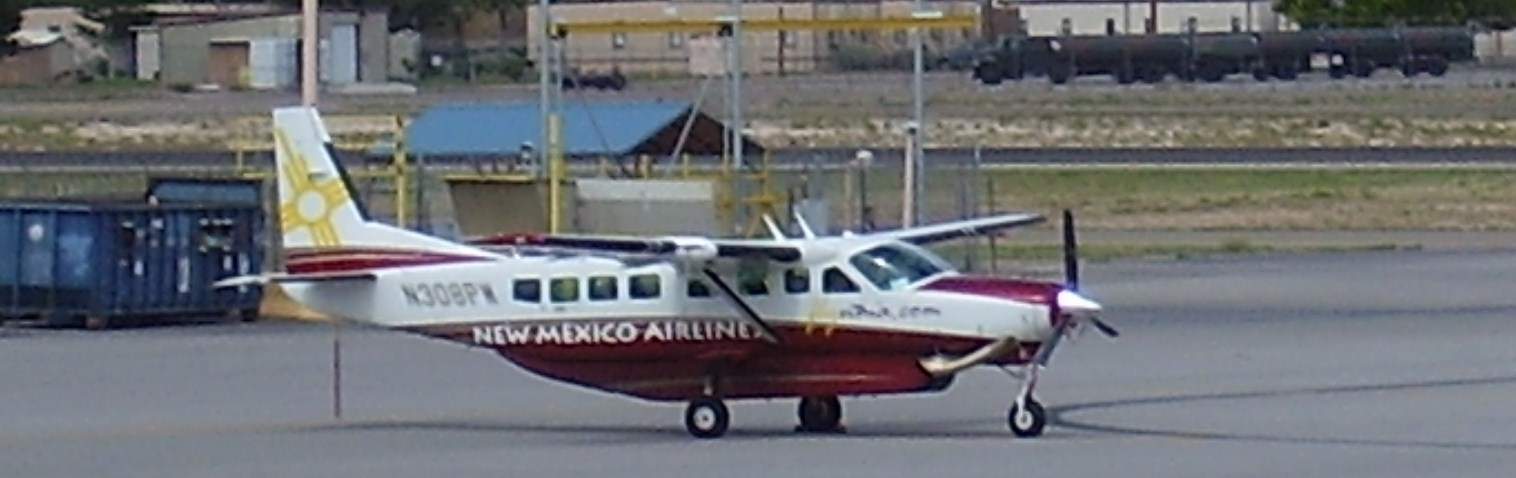
Cessna Grand Caravan авіакомпанії New Mexico Airlines

У березні 2007 року комітет округу Нью-Мексико, у веденні якого знаходиться муніципальний аеропорт Хоббса, і міська рада Карлсбана одноголосно проголосували за передачу контракту програми Essential Air Service по обслуговуванню своїх аеропортів від великого регіонала Mesa Airlines в Pacific Wings, яка, на додаток до обов'язковим і субсидованих федеральним маршрутами в Альбукерке і Ель-Пасо (Техас), відкрила регулярні рейси в Лаббок, регіон Мідланд/Одесса (Техас) і Санта-Фе (Нью-Мексико). Одночасно з цим, керівництво перевізника повідомило про анулювання контракту на рейси в Сілвер-Сіті з причини відмови чиновників місцевого самоврядування у зустрічі з представниками авіакомпанії.
30 березня 2007 року Міністерство транспорту США офіційно затвердило Pacific Wings як призначеного перевізника на маршрутах з Хоббса і Карлсбада. Рейси в аеропорти Нью-Мексико почалися 1 липня того ж року під торговою маркою New Mexico Airlines.

## Маршрутна мережа
Станом на жовтень 2010 року маршрутна мережа регулярних перевезень під брендом New Mexico Airlines включала в себе наступні пункти призначення:

### Сполучені Штати

#### Нью-Мексико
- Альбукерке — міжнародний аеропорт Альбукерке — хаб
- Карлсбад — аеротермінал Каверн-Сіті

### Плановані маршрути
- Демінг — муніципальний аеропорт Демінг
- Лаббок — міжнародний аеропорт Лаббок імені Престона Сміта
- Кловіс — муніципальний аеропорт Кловіс
- Розуелл — міжнародний авіацентр Розуелл

### Припинені маршрути
- Аламогордо — регіональний аеропорт Аламогордо імені Уайта Сендса
- Мідленд/Одесса (Техас)[8]
- Руідозо — регіональний аеропорт Сьєрра-Бланка
- Санта-Фе — муніципальний аеропорт Санта-Фе[9]
- Таос — регіональний аеропорт Таос[10]
- Ель-Пасо — міжнародний аеропорт Ель-Пасо
- Хоббс - регіональний аеропорт округу Ліа[11]

## Флот
У березні 2009 року під брендом New Mexico Airlines працювали такі літаки:
| Тип літака              | В експлуатації | Пасажирських місць |
| Cessna 208A Caravan 675 | 3              | 9                  |